# 마루에이 페리
마루에이 페리 주식회사 또는 마루에 페리(マルエーフェリー株式会社, A-Line Ferry Co.,Ltd.)는 일본의 해운기업으로, 가고시마현 가고시마시에 본사를 두고 있다.
아마미오섬을 거점으로 하던 아리무라 상사에서 분할되는 형태로 1953년 12월 1일에 오시마 운수 주식회사(大島運輸株式会社)라는 이름으로 설립되었다. 창업자는 요론섬 출신의 아리무라 하루미네(有村治峯)이다. 해운업을 본업으로 하고 있는 외에 물류업 등의 부수 사업도 여럿 하고 있다. 버스를 운행한 적도 있지만 2010년에 계열사인 아마미 항공에 사업을 양도했다.

## 연혁
- 1953년 12월: 오시마 운수 주식회사(大島運輸株式会社)라는 이름으로 설립
- 1956년 4월: 가고시마 지점 개설
- 1957년 8월: 가고시마~나하 항로 취항
- 1958년 9월: 가고시마와 아마미 제도의 여러 섬을 잇는 항로의 정기 면허를 취득
- 1962년
  - 3월: 가고시마~나하 항로 정기화
  - 10월: 도쿄 지점 개설
- 1963년 5월: 도쿄~나하 항로 취항
- 1964년 5월: 도쿄와 아마미, 나하를 잇는 항로의 정기 면허를 취득
- 1969년
  - 2월: 오키나와 지점 개설
  - 5월: 오사카 지점 개설
- 1970년 5월: 자본금을 9,700만엔으로 증자
- 1972년
  - 4월: 고베 사업소를 개설, 고베-아마미 제도간 정기 항로 취항
  - 6월: 가고시마 항로에 배를 추가투입하여 복선화. 가고시마~아마미~요론 항로에 화객선 히카리(ひかり)호 취항
- 1973년 12월: 자본금을 3억 400만엔으로 증자
- 1974년 4월: 고베~아마미 제도~나하 항로에 화객선 고베마루(神戸丸)호 취항
- 1975년 5월: 가고시마~나하 항로를 페리화, 에메랄드 아마미(エメラルドあまみ)호 취항
- 1976년 2월: 자본금을 3억 3,500만엔으로 증자
- 1979년
  - 6월: 후쿠오카 영업소 개설
  - 11월: 자본금을 4억 5,500만엔으로 증자
- 1981년 7월: 고베~나하 항로를 페리화, 아카쓰키(あかつき)호 취항
- 1983년 7월: 대형여객선 썬샤인후지(サンシャインふじ)호 진수
- 1985년 4월: 조직을 개편하여 본사를 가고시마에 둠
- 1986년 8월: 도쿄~아마미~요론~나하 항로에 화객선 1대 아리아케(ありあけ)호 취항
- 1987년 5월: 도쿄~나하 항로를 페리화, 시부시 경유로 변경
- 1989년 5월: 가고시마~아마미 제도~나하 항로에 1대 페리 아케보노(フェリーあけぼの)호 취항
- 1992년 10월: 미야자키 영업소 개설, 고베~나하 항로를 미야자키 경유로 변경
- 1998년 3월: 내항운송업허가 취득
- 2005년 6월: 마루에이 페리 주식회사로 사명 변경
- 2007년 2월: 다카치호(たかちほ)호가 어선 고키치마루(幸吉丸)호와 충돌하는 사고가 발생
- 2008년 7월: 가고시마~아마미 제도~나하 항로의 페리아카쓰키호가 퇴역, 페리아케보노호가 대체 취항
- 2009년 11월: 아리아케호의 전복사고로 인해 도쿄~나하 항로를 운휴
- 2010년 3월: 폐업한 아리무라 산업(ja)[3]으로부터 중고로 사들인 크루즈페리 히류21(クルーズフェリー飛龍21)호를 도쿄 항로에 투입하여 운항 재개
- 2011년 6월: 와도마리항에 입항 중이던 페리 아케보노호가 방파제에 접촉하여 일부 침수
- 2012년 10월: 가고시마~아마미 제도~나하 항로의 4대 페리 나미노우에(フェリーなみのうえ)호(세월호)가 퇴역, 5대 페리 나미노우에(フェリー波之上)호가 취항
- 2014년 12월: 도쿄~시부시~나하 항로의 크루즈 페리 히류21(クルーズフェリー飛龍21)호가 퇴역, 류큐 익스프레스 2(琉球エキスプレス 2)호가 취항
- 2015년 12월: 도쿄~시부시~나하 항로의 페리 다카치(たかちほ)호가 퇴역, 류큐 익스프레스 3(琉球エキスプレス 3)호가 취항

## 운항 항로

### 도쿄~오키나와(나하) 항로
- 구간: 도쿄항 아리아케 부두 - 시부시항 - 나하항 신항부두
  - 아마미오섬의 나제항(ja)을 경유할 때도 있다.
  - 요론 항을 경유했던 적도 있으나 2008년 7월 이후로는 경유하지 않고 있다.
- 2009년 11월 13일에 발생한 아리아케호 침몰사고로 인해 일시 운휴[4]했으나 철도건설 및 운수시설정비지원기구(ja)로부터 크루즈페리 히류21호를 사들여 수리한 뒤, 당초 예정보다 늦어진 2010년 3월 18일 나하발로 운항을 재개했다.[5]
- 크루즈페리 히류21호는 2014년 12월 류큐 익스프레스 2호의 취항과 함께 퇴역하였다.

### 한신~오키나와(나하) 항로
- 구간: 고베 항 롯코여객터미널 - 오사카항 남항페리터미널 - 아마미오 섬 나제 항 - 나하 항 신항부두
  - 도쿠노섬의 기토쿠항(亀徳港), 오키노에라부섬의 와도마리항(和泊港), 요론섬의 요론항(与論港)을 경유할 때도 있다.
  - 요론항 경유는 주로 상기 도쿄 항로의 운휴 때 대체 기항이 주이다.
- 최종기항지 또는 종착지에서 다음 출항 때까지 시간적 여유가 없으면 지연되는 경우가 있다고 안내되고 있다.

### 가고시마~오키나와(나하) 항로
- 구간: 가고시마 신항 - 나제항 - 기토쿠항 - 와도마리항 - 요론항 - 모토부항(ja) - 나하항 신항부두다음의 회사 및 구간에서는 왕복 상호 이용을 할 수 있으나 선실의 등급이나 이용구간에 제한을 받는다.
  - 아마미 해운(ja): 가고시마~나제
  - 매릭스라인(ja): 가고시마~나제~기토쿠~와도마리~요론~모토부~나하
- 예전에는 특례로 가고시마 항로 첫 승선 일로부터 일주일 이내에 최종 목적지에서 하선하는 조건으로 이등 여객 요금 만 도중에 하선이 인정되었었다. "도중에 하선 서비스"가 아마미 제도 등을 주유하는 여행 등으로 사용 수 있었지만, 안전상의 이유로 2015년 6월 11일부터 중단됐다.(운항 선박 회사는 기본적으로 마루에이 페리, 매릭스 라인이 교대 일일 운항을 했었다.)
  - 예: 가고시마(첫날) 배 탑승 → 아마미(둘째 날) → 도쿠 노 시마(셋째 날) → 라부(넷째 날) → 요론(다섯째 날) 박 → 본부(여섯째 날) → 나하(일곱째 날)
- 2009년 7월 22일 일식 당시에는 전세계로부터 몰려든 방문객을 나르기 위해 야간에 운항하는 가고시마~아마미 간에 주간 임시편을 투입하기도 했다.

### 특기사항
- 나제 항을 제외한 각 섬의 항구는 바다에 직접 면해 있어 날씨의 영향을 많이 받아 결항은 하지 않더라도 기항지를 변경하거나 기항하지 않는 경우가 있다.
- 태풍 등의 악천후로 인한 결항 이후 복항시에 임시편이나 변칙적 운항이 시행되는 경우가 있다.
- 페리로써 낙도지역의 물류를 도맡고 있어 농번기나 이사가 많은 시기 등 화물 물동량이 많은 시기에는 도중 기항지에서 기항 예정시간을 초과하는 경우가 적지 않고, 만석시에는 예약되지 않은 경우 승선 불가 가능성이 있다.
- 연말연시 기간에는 해맞이 단체객이 이용하기도 한다. 이 때는 야쿠섬에 들르지만 단체관광객만이 하선할 수 있다.

## 보유 선박
굴뚝에 그려지는 회사 로고는 흰 바탕에 붉은 색으로 "A"를 쓰고 붉은 원을 두르며, 원의 밖은 주황색으로 칠한다. 영문 회사명의 두문자이기도 한 A는 원래의 본사 소재지인 아마미오 섬에 유래한다. 선체 도장은 흘수선 아래쪽을 청색, 위쪽을 흰색으로 칠하고 중앙에 붉은 색으로 A"LINE이라 써넣는다. 또 선수 쪽에는 파란 줄 3개와 회사 로고가 들어간다. 아울러 자회사인 아마미 해운의 경우도 대동소이한 도색이 적용된다.
|                                      | 준공시기    | 취항시기    | 총톤수  | 길이    | 폭     | 깊이(흘수) | 출력        | 항해속력  | 여객정원 | 제작사                            | 선적지 |
| ------------------------------------ | ----------- | ----------- | ------- | ------- | ------ | ---------- | ----------- | --------- | -------- | --------------------------------- | ------ |
| 페리 아케보노(2대) フェリーあけぼの  | 2008년 6월  | 2008년 7월  | 8,083t  | 145.00m | 24.00m | 14.50m     | 8,250마력×2 | 21.0노트  | 682명    | 미쓰비시 중공업 시모노세키 조선소 | 아마미 |
| 페리 나미노우에(5대) フェリー波之上  | 2012년 9월  | 2012년 9월  | 8,072t  | 145.00m | 24.00m | 14.50m     | 8,250마력×2 | 21.0노트  | 707명    | 미쓰비시 중공업 시모노세키 조선소 | 아마미 |
| 류큐 익스프레스 琉球エキスプレス     | 2002년 5월  | 2003년 1월  | 6,266t  | 145.62m | 22.00m | 14.25m     | 9,000마력x2 | 21.0노트  | 240명    | 야마니시                          | 나제   |
| 류큐 익스프레스 2 琉球エキスプレス 2 | 2014년 12월 | 2014년 12월 | 10,758t | 159.98m | 24.00m | -          | -           | 24.28노트 | Ro-Ro선  | 야마니시                          | 도쿄   |
| 류큐 익스프레스 3 琉球エキスプレス 3 | 2015년 11월 | 2015년 12월 | 10,034t | 168.7m  | 27.00m | -          | -           | 23.53노트 | Ro-Ro선  | 야마니시                          | 도쿄   |

- 페리 아케보노(2대) - 가고시마~오키나와(나하) 항로 운용
(이 선박에서는 멀미약을 판매한다고 한다.)
여객 정원은 최대 682명이 탑승할 수 있으며, 선실은 특등실, 1등실, 2등양실, 2등실이 있다.
화물 적재량은 트럭 50대, 승용차 76대, 10톤 컨테이너 311개를 적재 할 수 있다.
철도건설 및 운수 시설 정비 지원기구와 공동 소유한 선박이다.
일본 선박 해양 공학회에서 주는 Ship of the Year상의 2008년도 대형 여객선 부문 수상을 하였다.
추진기관이 1축 2기관으로 바뀌고 가변 피치 스크류를 채택하는 등 종래의 보유 선박에 비해 개량되었으며, 배리어 프리 설비를 갖췄다.
임시 좌석은 없기에 만석시, 예약되지 않은 경우 승선 불가 가능성이 있다.

- 페리 나미노우에(5대) - 가고시마~오키나와(나하) 항로 운용
(이 선박에서는 멀미약을 판매하지 않는다고 한다. 이 점 유의하여, 배 멀미를 하는 분들은 미리 멀미약을 구비해두도록 하는 것이 좋다.)
여객 정원은 최대 707명이 탑승할 수 있으며, 선실은 특등실, 1등실, 2등침대, 2등양실, 2등실이 있다.
화물 적재량은 트럭 48대, 승용차 72대, 10톤 컨테이너 312개를 적재 할 수 있다.
미쓰비시 중공업이 개발한 '미쓰비시 공기 윤활 시스템 (MALS)'를 탑재한 최초의 페리선박이다.
2등침대실은 가고시마~오키나와(나하) 항로 최초로 1인실 및 교차 2단 침대를 채택하는 등 승객의 사생활을 중시한 설계가 적용되었다.
상급 객실을 줄이고 2등실을 늘려 아케보노에 비해 정원이 늘어났는 반면에 임시 좌석은 없기에 만석시, 예약되지 않은 경우 승선 불가 가능성이 있다.

- 류큐 익스프레스 - 한신~오키나와(나하) 항로 운용
(이 선박은 식당과, 카페가 없다고 한다.)
여객 정원은 최대 240명이 탑승할 수 있으며, 선실은 1등실, 2등침대, 2등양실, 2등실이 있다.
화물적재량: 트럭 94대, 승용차 72대, 10피트 컨테이너 92개를 적재 할 수 있다.
철도 건설 및 운수 시설 정비 지원기구와 공동 소유한 선박이다.
음식은 레토르트 · 인스턴트 식품 등을 자동판매기에서 판매하며, 배리어 프리 설비를 갖췄다.
여객 정원이 적기 때문에 성수기 등 예약이 없는 경우는 승선 불가 가능성이 있다.

- 류큐 익스프레스 2 - 도쿄~오키나와(나하) 항로 운용

(류큐 익스프레스 2, 3호는 Ro-Ro선이라 화물만 운송한다고 한다.)
이시 노마 키시의 조선 회사 야마니시 의해 건조되어 2014년 12월 취항하였다.
2014년 12월 13일 취항과 함께 크루즈 페리 히류 21을 대신해 도쿄~오키나와(나하) 항로를 운항하게 되었다.

- 류큐 익스프레스 3 - 한신~오키나와(나하) 항로 운용
(류큐 익스프레스 2, 3호는 Ro-Ro선이라 화물만 운송한다고 한다.)
이시 노마 키시의 조선 회사 야마니시 의해 건조되어 2015년 12월 취항하였다.
2015년 12월 3일 취항과 맞물려 다카치호를 대신해 도쿄~오키나와(나하) 항로를 운항하게 되었다.

### 퇴역한 선박
- 에메랄드 아마미: 1975년 5월 가고시마 항로에 취항, 퇴역 후 수리하여 아마미 해운에 팔려가 1대 페리 아마미(フェリーあまみ)호가 되었다.
- 아케보노마루(あけぼの丸): 1977년 11월 가고시마 항로에 취항, 1989년 9월 퇴역. 필리핀으로 팔려가 수퍼 페리 19(Super ferry 19)호가 되었다.
- 나미노우에마루(3대, 波之上丸): 1980년 5월 도쿄 항로에 취항, 1994년 6월에 퇴역하고 외국에 매각되었다.
- 아카쓰키: 1981년 7월에 고베 항로에 취항.
- 아리아케(1대): 1986년 7월에 도쿄 항로에 취항했다가 1995년 9월에 퇴역하고 필리핀으로 팔려가 수퍼 페리 9(Super ferry 9)호가 되었으나 2009년 9월 6일, 다바오에서 제너럴산토스, 일로일로를 거쳐 마닐라로 가던 도중 삼보앙가 근해에서 침몰했다.[7]
- 페리 아케보노(1대): 1989년 9월에 가고시마 항로에 취항, 2003년 2월에 퇴역. 한국의 청해진해운에 매각되어 오하마나호가 되었다.
- 페리 아카쓰키:
1992년 7월에 뉴 아카쓰키(ニューあかつき)라는 이름으로 고베 항로에 취항, 2003년에 개칭하여 가고시마 항로로 변경 투입되었다. 2008년 7월에 2대 페리 아케보노호의 취항에 따라 퇴역. 총톤수는 6412톤, 최대속력은 23.78노트, 여객정원은 800명이다.
퇴역 후 가고시마 항에 계류되었다가 그리스의 선사에 매각이 결정되었으나 금융위기로 인해 해당 선사가 도산하여 반년간 더 계류되어야 했다. 이후 일본의 간코 기선(ja)이 사들여 유토피아 4(ゆうとぴあ4)호로 개칭하여 2009년 10월 4일부터 시모노세키~쑤저우 항로에 화물선으로 운항을 시작했다.[8][9]
- 아리아케(2대)
1995년 1월에 준공되어 9월에 도쿄 항로에 투입되었다. 총톤수는 7910톤, 항해속력은 24노트(최고 24.93노트)이다.
2009년 11월에 침몰했고 사고해역에서 해체되어 인양되었다.[4]。
- 페리 나미노우에(4대)
1994년 6월에 가고시마 항로에 취항, 총톤수는 6586톤, 속력은 21.5노트, 여객정원은 804명이다.
5대 페리 나미노우에호의 취항과 맞물려 2012년 10월 1일 나하발 운항을 끝으로 퇴역.[10] 이후 한국의 청해진해운에 매각되어 개조를 거쳐 세월호라는 이름으로 인천-제주 항로에 취항했으나 2014년 4월 16일 관매도 근해에서 침몰했다. 이를 한국에서는 세월호 침몰 사고, 또는 세월호 참사라고 한다.[11]。

- 크루즈 페리 히류 21
여객 정원 92 명 (1 등, 2 등 침대 2 등 / 아리 무라 산업 운용시 272 명). 적재 수 트럭 131 대, 승용차 89 대, 컨테이너 (10t) 108 개.
이전 아리 무라 산업 의 나고야 - 오사카 - 나하 - 사키 시마 - 대만 항로에 취항하고 있었지만, 회사의 항로 폐지에 따른 계류 후에 '아리아케'(2 대) 좌초 사고의 대안으로 구입하여 운용되었으나 2014년에, 대체 선 류큐 익스프레스 2의 취항에 맞물려 퇴역.

- 다카치호
3,891 총 톤, 길이 131.16m, 폭 20.0m, 형태 깊이 출력 8.99m, 13,500PS 항해 속력 19.9 노트. 야마니시에서 건조하였다.
2007년 5월 1일 "페리 타카 치호 '에서 배 이름 변경을 하고, 운항 업무는 (주) 신 일본 해사 위탁했었다.
류큐 익스프레스 3호의 취항과 맞물려 2015년 11월 15일 퇴역하였다..

- 기타 퇴역 선박
  - 다이요마루 7(第七太洋丸)호: 화물선, 가고시마~요론 항로
  - 다이요마루 8(第八太洋丸)호: 화물선, 가고시마~요론 항로
  - 다이요마루 11(第十一太洋丸)호: 가고시마 항로
  - 고지마마루(興島丸)호: 화물선
  - 나미노우에마루(波之上丸)호(1대): 가고시마 항로
  - 아마미마루(あまみ丸)호(1대): 가고시마 항로
  - 하루미마루(晴海丸)호: 화물선
  - 니시키마루(にしき丸)호: 화물선
  - 니혼마루(にほん丸)호: 관광선
  - 다이헤이마루(太平丸)호: 화물선
  - 사쿠라(さくら)호: 원래는 견본시선[12] 사쿠라마루(さくら丸)호, 도쿄 항로. -
  - 히카리(ひかり)호: 가고시마 항로→고베 항로
  - 신사쿠라마루(新さくら丸)호: 도쿄 항로
  - 나미노우에마루(波之上丸)호(2대): 가고시마 항로
  - 고베마루(神戸丸)호: 고베 항로→가고시마 항로
  - 썬샤인 후지(サンシャインふじ)호: 채터편
  - 아마미마루(あまみ丸)호(2대): 기카이 항로
  - 후지(ふじ)호: 채터편

## 주요 사고

### 페리 다카치호호 충돌 사고
페리 다카치호호는 원래 마루에이 페리의 자회사인 하루미 기선(晴海汽船)이 소유하고 있던 배로, 1991년 6월에 1인승 어선과 충돌하여 어선의 승선자가 골절 등의 중상을 입는 사고가 있었다. 하루미 기선이 1998년 5월에 문을 닫고 모회사인 마루에이 페리(당시에는 오시마 운수)로 인수된 이후에도 다카치호호는 사고가 잦았는데, 1999년 5월 16일에는 레저용 선박과 충돌하는 사고도 일으켰는데, 이 때는 해상보안청에서 알려줄 때까지 충돌했다는 사실 자체를 몰랐으며, 2006년 4월에는 나하로 가던 중 아시즈리곶(ja) 근해에서 어선과 충돌하는 사고가 있었다.
2007년 2월 9일에 고키치마루(幸吉丸)호와의 충돌 사고 때는 사고 후 4일이 지나 나하 항에 입항한 뒤 선장이 선체에 충돌한 흔적이 있는 것을 발견하고 선사를 거쳐 관할 해상보안청 지역본부(제10관구 해상보안본부)에 보고했다.
회사는이 14 일 오전 제10관구 해상보안본부의 사고 가해 선박의 조사에 충돌 사실을 인정했다(이 회사는 "깨닫지 못했던 뺑소니"가 아니라고 주장하고있다). 이날 오후 전날 나하 기항시에 제10관구 해상보안본부에 제출한 동선 페인트 샘플 및 피해 선박에 묻은 페인트가 일치하는 것으로 확인되고있다.
15 일 오후 도쿄항 아리아케 페리 부두에 접안 후 해상 보안청 및 해난 심판 이사 거래소이 출입 조사를 실시했다. 이날 밤 나하 신항을 향해 출항했지만 17일 밤 나하 신항에 접안 후에 해상보안본부는 업무상 과실 왕래 위험에서 수색을 운항 매뉴얼 등을 압수했다(같은 날 심야에 도쿄를 향해 출항할 예정이었지만, 해상보안본부의 수색을 위해 1회 왕복을 결항했다. 또한 22일까지 나하 신항에 정박 한 후 통상 운항으로 복귀하고 있다.
2007년 6월 7일 이 사고로 미야자키 해상 보안부는 쌍방의 감시가 불충분했던 것이 사고의 원인이라고 단정하고 동선의 원래 항해사와 어선의 선장 2명을 업무상 과실 왕래 위험 등의 혐의로 불구속 입건했으며, 화물선 당직의 배치가 안전 관리 규정보다 적었다으로 회사를 내항 해운 업법 위반 혐의로 불구속 입건했다. 과실의 내용으로 해상보안본부는 어선 측에 "정원을 초과하고 있었기 때문에 조업시에 벽을 충분히하지 않았다", 페리 다카치호 측에 "운항시에 벽을 충분히에 가지 않고 운항 체제에 미비가 있었을 것"을 꼽았다.
이 사고로 규슈 운수국은 이 회사에 대해 감시 체제가 불충분 (당시 파수가 1명이었다 것을 발견하고있다)로 안전 확보하라는 명령을 내렸다. 이에 대해 회사는 항해 중에는 반드시 승무원 2명에 의한 감시 할 것이나, 모든 선박이 기항하는 하항에 오키나와 운항 관리실을 신설하고 운항 관리 실장(부사장 운항 관리자)는 새로운 포스트를 마련하고 승무원의 지도를 철저히 하는 등 4가지 개선 사항을 담은 보고서를 규슈운수국 가고시마 운수지국에 제출했다.

### 아리아케호(2대) 전복사고
2대 아리아케호는 2400톤의 화물과 7명의 승객, 22명의 승무원을 태우고 2009년 11월 12일 17시에 도쿄 항 페리 부두를 떠나 시부시로 향했다. 초속 15.3m, 파도 높이 4.59m, 파도 주기 10초의 악천후인 사고 해역(미에현 근해의 구마노 해)을 21노트의 속도로 항해 중이던 13일 5시 40분 경, 좌현 뒤쪽으로부터 강한 파도가 몰려왔다. 이로 인해 선체가 우현 쪽으로 25도가량 기울며 왼쪽으로 급선회했고 이후 45도까지 기울었다가 다소 회복하여 30~35도 사이를 오갔다. 왼쪽으로 선회함에 따라 선체가 북서쪽으로 향하게 되어 우현쪽으로 바람을 맞아 한때 기울어짐이 25도까지 회복되기도 했으나 결국은 오른쪽으로 계속 기울어졌다.[13] 승객과 승무원은 제4관구 해상보안본부의 구조 활동으로 모두 구조되었으나 선체는 미하마정의 시치리미 해변(七里御浜,)에서 200m가량 떨어진 얕은 바다에 좌초하여 90도까지 기울어 전복되었다.[14]
복원력을 저하시키는 순풍을 받고 항해 중에 좌현 쪽으로 강한 파도를 맞고 선체가 기울어 졌다. 그에 따라 고박(固縛, 줄 따위로 묶어 바닥 등에 고정시킴)되어 있지 않았던 화물이 한 쪽으로 몰리며 고박되어 있던 다른 화물을 덮쳐 과도한 하중으로 고박장치가 파손, 무게가 우현 쪽으로 쏠려 선체가 왼쪽으로 급선회하게 되었고 그 중에 다시 파도를 맞아 선체가 40도 넘게 기울며 복원력을 완전히 상실한 것이 사고의 원인이다.[13]

## 계열사

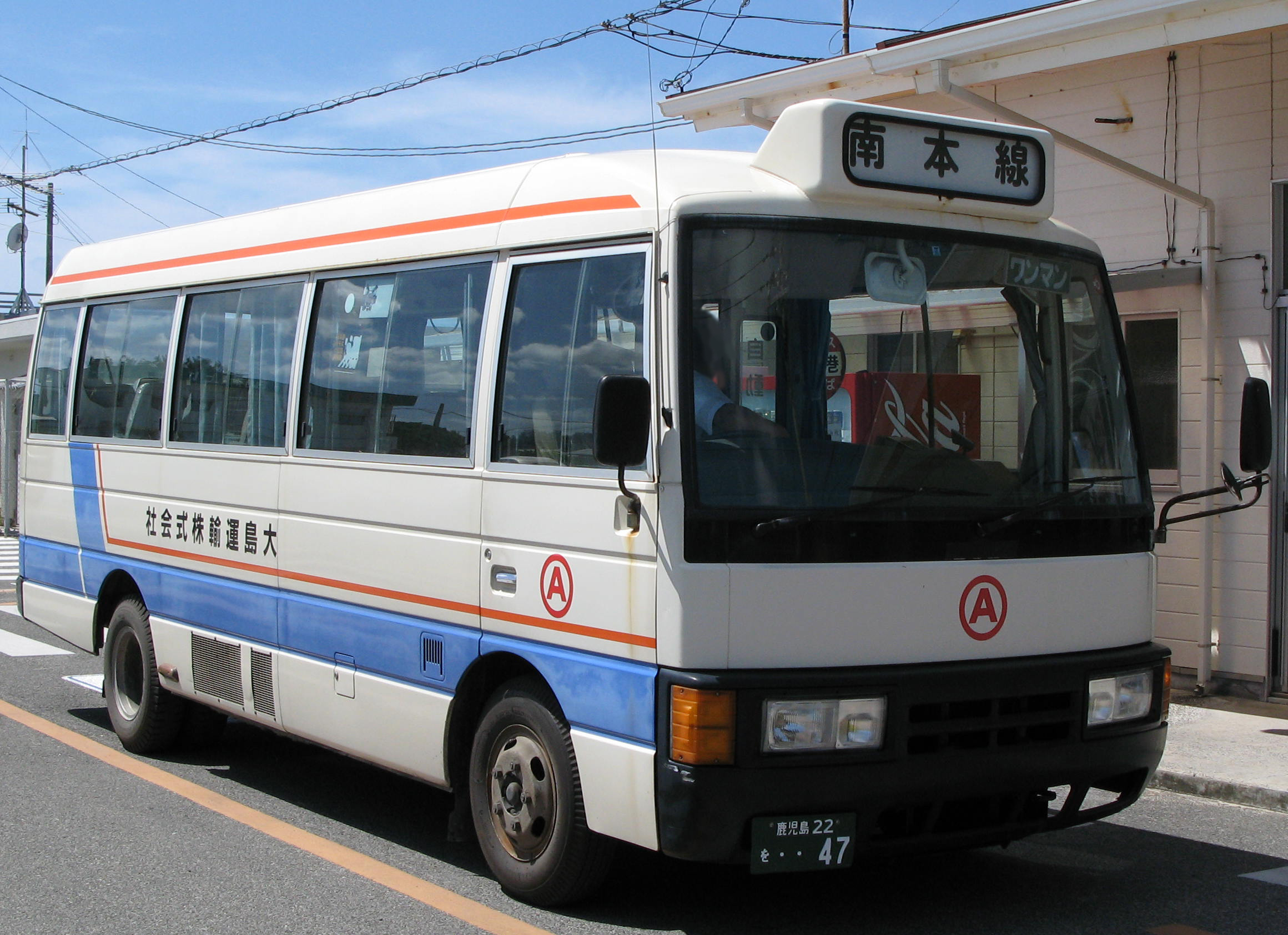
소속 버스

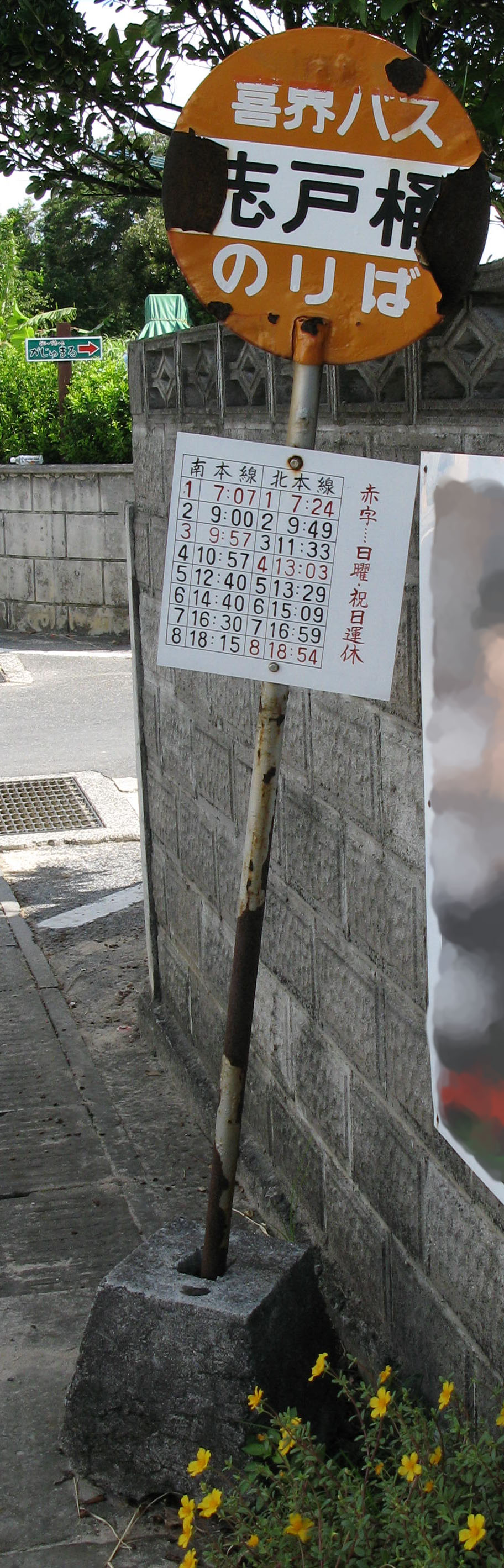
버스정류장

- 아마미 해운(奄美海運): 가고시마와 아마미 제도를 잇는 로컬 항로를 운항.
- 아리무라 상사(有村商社): 주류, 미곡, 석유의 도소매를 본업으로 하며 그룹의 중심되는 회사이다.
- 마루에이 물류(マルエー物流): 하역회사로 나하의 선박대리점이기도 하다.
- 다이이치 해운(第一海運): 하역회사로 시부시, 미야자키의 선박대리점이기도 하다.
- 오시마 운송(大島輸送): 하역회사로 가고시마의 하역을 맡는다.
- 오시마 산업(大島産業): 선박용품 취급 회사
- 아마미 항공(奄美航空): 공항의 지상업무 위수탁, 여행대리점, 숙박업, 기카이 섬(ja)의 노선 버스 사업 등을 하고 있는 회사이다.[13][14]。

### 버스 사업
1975년에 도아 국내항공(東亜国内航空, 이후 재팬 에어 시스템이 됨)으로부터 기카이 섬(기카이정)의 노선 버스 사업을 양수하여 운영하다가 2010년 10월에 아마미 항공으로 이관했다. 노선은 북본선(北本線), 남본선(南本線), 중앙선(中央線)의 3개 노선이 운행되었다.